# Mühlbach (Gemeinde Dorfgastein)
Mühlbach ist ein Dorf in der Gemeinde Dorfgastein im österreichischen Bundesland Salzburg.

## Geografie

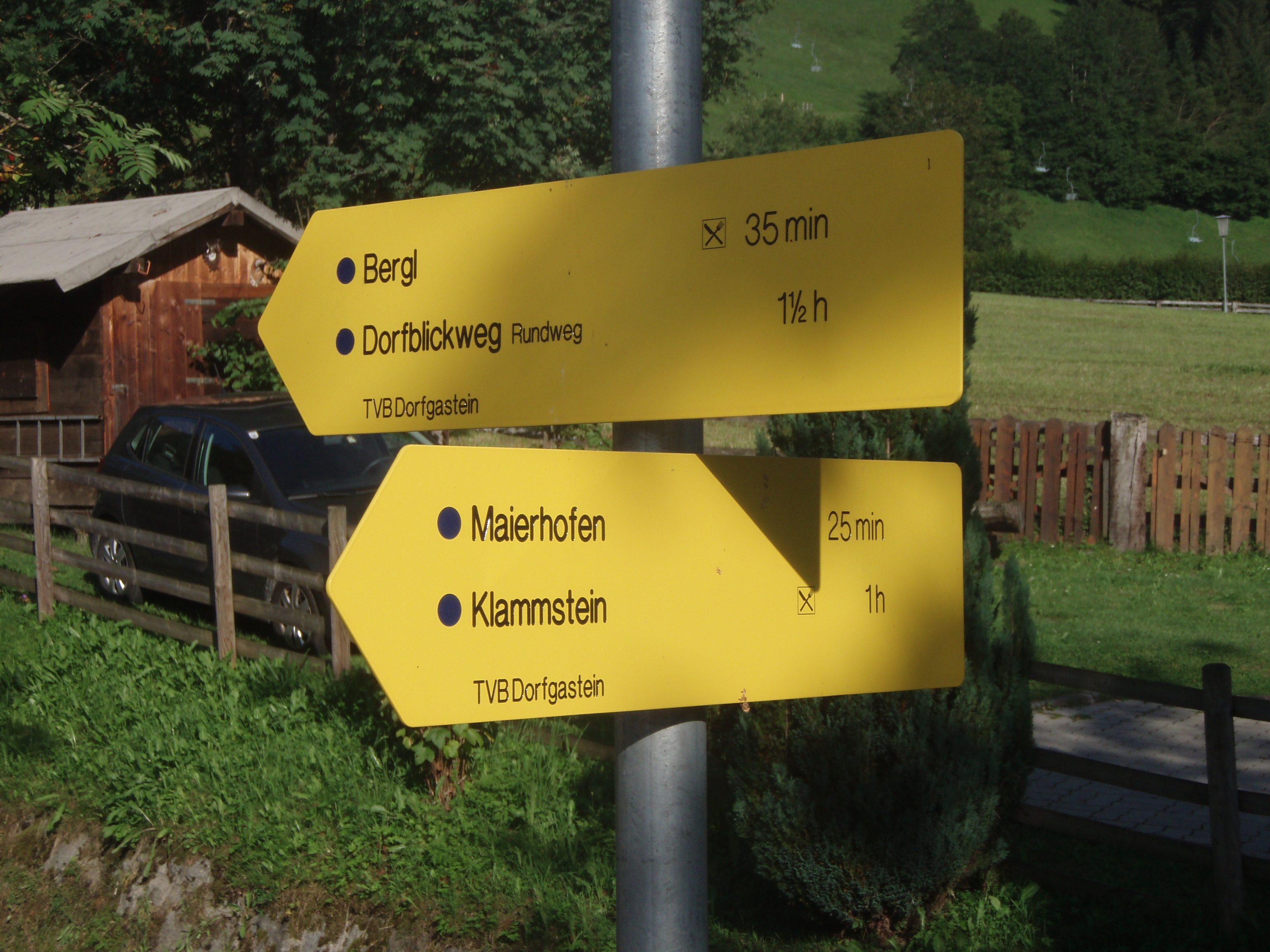
Wanderwegweiser in Mühlbach

Das Dorf Mühlbach gehört zur Ortschaft Maierhofen und zur Katastralgemeinde Klammstein. Durch das Dorf fließt der Mayerhofbach, der am westlichen Ortsrand in die Gasteiner Ache mündet.

## Geschichte
In den Jahren 1597, 1599 und 1635 fielen große Teile der Einwohner von Mühlbach, Maierhofen und Dorfgastein Pestepidemien zum Opfer.

## Kultur
Zu den in Mühlbach aktiven zahlreichen Krampus-Gruppen („Passen“) des Gasteinertals zählen der 2008 gegründete Kranzlgrob’n-Pass, der 2009 gegründete Herreiter-Pass, der 2012 gegründete Pintaloch-Pass, der 2013 gegründete Hochalm-Pass und der ebenfalls 2013 gegründete Kogl-Grobn-Pass.

## Infrastruktur
Bei Mühlbach befinden sich die Talstationen der Kabinenbahnanlage der Gipfelbahn Fulsegg und der Doppelsesselliftanlage Mühlwinkel. Durch den Ort führt die schwere Mountainbikestrecke Fulseck.